# Albo d'oro della Kup Maršala Tita

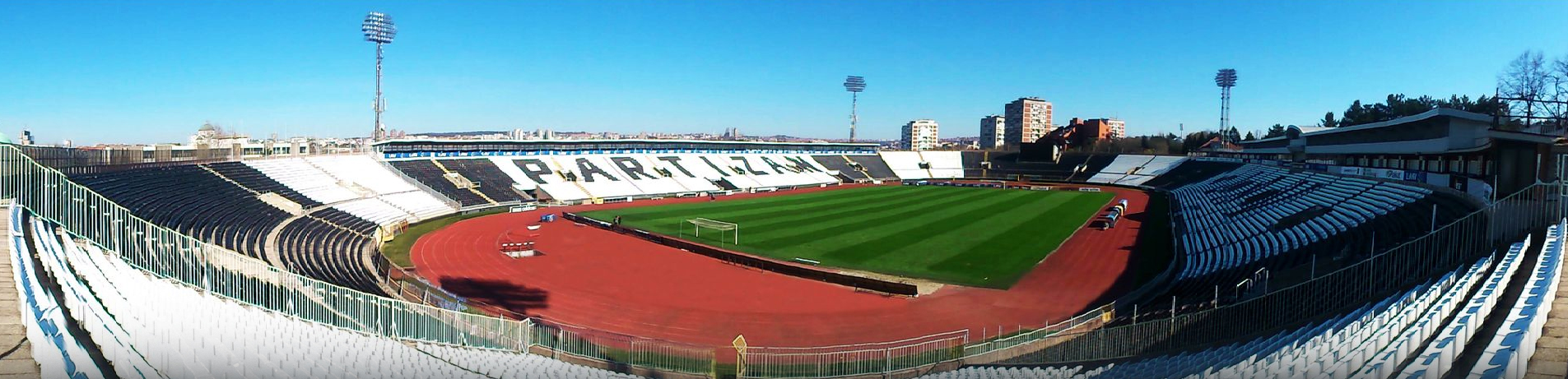
Lo Stadio JNA di Belgrado, l'impianto solitamente designato per ospitare le finali della Kup Maršala Tita

La Kup Maršala Tita (Coppa del maresciallo Tito), detta anche Kup Jugoslavije u fudbalu (Coppa di Jugoslavia di calcio) venne assegnata per la prima volta dalla federazione calcistica della Jugoslavia nel 1947. Prese il nome dal maresciallo di Jugoslavia Josip Broz Tito, che nelle intenzioni dei fondatori avrebbe consegnato il trofeo al capitano della squadra vincente (in realtà venivano a farlo alti funzionari dell'esercito).
L'ultima edizione della coppa fu quella del 1990-91: il vincitore Hajduk Spalato non restituì il trofeo dato che nell'estate di quell'anno le compagini della Croazia e della Slovenia abbandonarono il sistema calcistico jugoslavo, e quindi gli spalatini non ricadevano più sotto la giurisdizione di Belgrado. La coppa del maresciallo Tito è stata nascosta fino al 2008, e da allora è nella bacheca dell'Hajduk.
Nell'albo d'oro viene inserita anche la Kup Jugoslavije 1991-1992 vinta dal Partizan. Fu l'ultima edizione della coppa nazionale della Jugoslavia socialista: vi figuravano ancora le compagini da Slovenia e Croazia, sebbene si ritirarono prima dell'inizio della competizione, mentre quelle di Bosnia e Macedonia lo fecero a stagione in corso.
La squadra più titolata fu la Stella Rossa con 12 successi. Venne sconfitta in finale 8 volte, quindi i biancorossi raggiunsero l'ultimo atto 20 volte su 44 edizioni. Inoltre i biancorossi fecero l'accoppiata campionato-coppa (doppia corona, "dvostruka kruna" in croato, "dupla kruna" in serbo) 5 volte.
Le altre a fare il double furono Partizan (una volta) e Hajduk (due volte).
Il Borac Banja Luka fu l'unica squadra di seconda divisione a vincere la coppa, nel 1988. Il Borac raggiunse la finale anche nel 1974. Le altre squadre della "cadetteria" che giunsero all'ultimo atto furono: Naša krila (1947), Varteks Varaždin (1961), Spartak Subotica (1962), Budućnost (1965) e Bor (1968).

## Albo d'oro
| Edizione      | Part. | Vincitore          | Vincitore                    | Secondo posto     | Dettagli finale     | Dettagli finale | Dettagli finale                                    | Dettagli finale                                                                            |
| Edizione      | Part. | Ritratto           | Squadra                      | Secondo posto     | Luogo               | Data            | Risultato                                          | Marcatori                                                                                  |
| ------------- | ----- | ------------------ | ---------------------------- | ----------------- | ------------------- | --------------- | -------------------------------------------------- | ------------------------------------------------------------------------------------------ |
| 1947 (1ª)     | 349   |                    | Partizan (1º titolo)         | Naša krila        | JNA, Belgrado       | 30.11.1947      | 2 – 0                                              | Jezerkić, Simonovski                                                                       |
| 1948 (2ª)     | 1760  |                    | Stella Rossa (1º titolo)     | Partizan          | Marakana, Belgrado  | 29.11.1948      | 3 – 0                                              | 2 Vukosavljević, Mitić                                                                     |
| 1949 (3ª)     | 1427  |                    | Stella Rossa (2º titolo)     | Naša krila        | JNA, Belgrado       | 29.11.1949      | 3 – 2                                              | Ognjanov, Takač, Tomašević (SR) Borović, aut. Đurđević (NK)                                |
| 1950 (4ª)     | 1693  |                    | Stella Rossa (3º titolo)     | Dinamo Zagabria   | JNA, Belgrado       | 24.12.1950      | 1 – 1 (dts)                                        | Ognjanov (SR); Wölfl (DZ)                                                                  |
| 1950 (4ª)     | 1693  | JNA, Belgrado      | Stella Rossa (3º titolo)     | Dinamo Zagabria   | 21.12.1950          | 3 – 0 (Rip.)    | Vukosavljević, Ognjanov, Tomašević                 |                                                                                            |
| 1951 (5ª)     | 1379  |                    | Dinamo Zagabria (1º titolo)  | Vojvodina         | Maksimir, Zagabria  | 16.12.1951      | 2 – 0                                              | 2 Dvornić                                                                                  |
| 1951 (5ª)     | 1379  | JNA, Belgrado      | Dinamo Zagabria (1º titolo)  | Vojvodina         | 23.12.1951          | 2 – 0           | Wölfl, Čajkovski                                   |                                                                                            |
| 1952 (6ª)     | ?     |                    | Partizan (2º titolo)         | Stella Rossa      | JNA, Belgrado       | 29.11.1952      | 6 – 0                                              | 2 Valok, 2 Zebec, Bobek, Veselinović                                                       |
| 1953 (7ª)     | ?     |                    | BSK Belgrado (1º titolo)     | Hajduk Spalato    | JNA, Belgrado       | 29.11.1953      | 2 – 0                                              | Antić, Panić                                                                               |
| 1954 (8ª)     | 1383  |                    | Partizan (3º titolo)         | Stella Rossa      | JNA, Belgrado       | 29.11.1954      | 4 – 1                                              | 2 Valok, Mihajlović, Bobek (P) Živanović (SR)                                              |
| 1955 (9ª)     | 1507  |                    | BSK Belgrado (2º titolo)     | Hajduk Spalato    | JNA, Belgrado       | 29.11.1955      | 2 – 0                                              | Marković, Antić                                                                            |
| 1956-57 (10ª) | 1705  |                    | Partizan (4º titolo)         | Radnički Belgrado | JNA, Belgrado       | 26.05.1957      | 5 – 3                                              | Valok, Mesaroš, Kaloperović, Milutinović, Zebec (P) aut. Belin, Petaković, Prljinčević (R) |
| 1957-58 (11ª) | 1594  |                    | Stella Rossa (4º titolo)     | Velež Mostar      | JNA, Belgrado       | 29.11.1958      | 4 – 0                                              | 2 Kostić, Borozan, Rudinski                                                                |
| 1958-59 (12ª) | 1677  |                    | Stella Rossa (5º titolo)     | Partizan          | JNA, Belgrado       | 23.05.1959      | 3 – 1                                              | Maravić, 2 Kostić (SR) Galić (P)                                                           |
| 1959-60 (13ª) | 1896  |                    | Dinamo Zagabria (2º titolo)  | Partizan          | JNA, Belgrado       | 26.05.1960      | 3 – 2                                              | 2 Jerković, Lipošinović (DZ) Kaloperović, Kovačević (P)                                    |
| 1960-61 (14ª) | 2325  |                    | Vardar (1º titolo)           | Varteks Varaždin  | JNA, Belgrado       | 28.05.1961      | 2 – 1                                              | Nikolovski, Ilijevski (Vardar) Pikl (Varteks)                                              |
| 1961-62 (15ª) | 2284  |                    | OFK Belgrado (3º titolo)     | Spartak Subotica  | JNA, Belgrado       | 04.07.1962      | 4 – 1                                              | 2 Antić, Čebinac, Samardžić (O) Đukanović (S)                                              |
| 1962-63 (16ª) | 2383  |                    | Dinamo Zagabria (3º titolo)  | Hajduk Spalato    | JNA, Belgrado       | 26.05.1963      | 4 – 1                                              | 3 Zambata, Braun (DZ) Anković (H)                                                          |
| 1963-64 (17ª) | 2445  |                    | Stella Rossa (6º titolo)     | Dinamo Zagabria   | Marakana, Belgrado  | 24.05.1964      | 3 – 0                                              | Prljinčević, Jevtić, Džajić                                                                |
| 1964-65 (18ª) | 2452  |                    | Dinamo Zagabria (4º titolo)  | Budućnost         | Marakana, Belgrado  | 26.05.1965      | 2 – 1                                              | 2 Zambata (DZ); Franović (B)                                                               |
| 1965-66 (19ª) | 2463  |                    | OFK Belgrado (4º titolo)     | Dinamo Zagabria   | JNA, Belgrado       | 26.05.1966      | 6 – 2                                              | 2 Skoblar, 2 Santrač, 2 Samardžić (O) Kiš, Lamza (D)                                       |
| 1966-67 (20ª) | 2335  |                    | Hajduk Spalato (1º titolo)   | Sarajevo          | Stari plac, Spalato | 24.05.1967      | 2 – 1                                              | Ferić, Obradov (H); Musemić (S)                                                            |
| 1967-68 (21ª) | 2354  |                    | Stella Rossa (7º titolo)     | Bor               | Marakana, Belgrado  | 22.05.1968      | 7 – 0                                              | 3 Ostojić, 2 Džajić, 2 Lazarević                                                           |
| 1968-69 (22ª) | 2250  |                    | Dinamo Zagabria (5º titolo)  | Hajduk Spalato    | JNA, Belgrado       | 31.05.1969      | 3 – 3 (dts)                                        | Gucmirtl, 2 Zambata (D) Pavlica, Bošković, Vardić (H)                                      |
| 1968-69 (22ª) | 2250  | JNA, Belgrado      | Dinamo Zagabria (5º titolo)  | Hajduk Spalato    | 19.06.1969          | 3 – 0 (Rip.)    | Belin, Zambata, Vabec                              |                                                                                            |
| 1969-70 (23ª) | 2610  |                    | Stella Rossa (8º titolo)     | Olimpia Lubiana   | Bežigrad, Lubiana   | 19.05.1970      | 2 – 2                                              | Ameršek, Bečejac (O) Lazarević, Mihajlović (SR)                                            |
| 1969-70 (23ª) | 2610  | Marakana, Belgrado | Stella Rossa (8º titolo)     | Olimpia Lubiana   | 27.05.1970          | 1 – 0 (dts)     | Džajić                                             |                                                                                            |
| 1970-71 (24ª) | 2542  |                    | Stella Rossa (9º titolo)     | Sloboda Tuzla     | Tušanj, Tuzla       | 12.05.1971      | 4 – 0                                              | 2 Džajić, Filipović, Karasi                                                                |
| 1970-71 (24ª) | 2542  | Marakana, Belgrado | Stella Rossa (9º titolo)     | Sloboda Tuzla     | 26.05.1971          | 2 – 0           | Janković, Filipović                                |                                                                                            |
| 1971-72 (25ª) | 2565  |                    | Hajduk Spalato (2º titolo)   | Dinamo Zagabria   | JNA, Belgrado       | 17.07.1972      | 2 – 1                                              | Jovanić, Šurjak (H) Senzen (D)                                                             |
| 1973 (26ª)    | 2667  |                    | Hajduk Spalato (3º titolo)   | Stella Rossa      | Stari plac, Spalato | 21.11.1973      | 1 – 1                                              | Žungul (H); Karasi (SR)                                                                    |
| 1973 (26ª)    | 2667  | Marakana, Belgrado | Hajduk Spalato (3º titolo)   | Stella Rossa      | 28.11.1973          | 2 – 1           | Panajotović (SR); Žungul, Jerković (H)             |                                                                                            |
| 1974 (27ª)    | 3528  |                    | Hajduk Spalato (4º titolo)   | Borac Banja Luka  | JNA, Belgrado       | 29.11.1974      | 1 – 0                                              | Boljat                                                                                     |
| 1975-76 (28ª) | ?     |                    | Hajduk Spalato (5º titolo)   | Dinamo Zagabria   | Marakana, Belgrado  | 25.05.1976      | 1 – 0 (dts)                                        | Šurjak                                                                                     |
| 1976-77 (29ª) | ?     |                    | Hajduk Spalato (6º titolo)   | Budućnost         | Marakana, Belgrado  | 24.05.1977      | 2 – 0 (dts)                                        | Luketin, Žungul                                                                            |
| 1977-78 (30ª) | ?     |                    | Rijeka (1º titolo)           | FK Trepča         | Marakana, Belgrado  | 24.05.1978      | 1 – 0 (dts)                                        | Radović                                                                                    |
| 1978-79 (31ª) | ?     |                    | Rijeka (2º titolo)           | Partizan          | Cantrida, Fiume     | 16.05.1979      | 2 – 1                                              | Cukrov, Bursać (R); Kozić (P)                                                              |
| 1978-79 (31ª) | ?     | Marakana, Belgrado | Rijeka (2º titolo)           | Partizan          | 24.05.1979          | 0 – 0           |                                                    |                                                                                            |
| 1979-80 (32ª) | ?     |                    | Dinamo Zagabria (6º titolo)  | Stella Rossa      | Maksimir, Zagabria  | 14.05.1980      | 1 – 0                                              | Kranjčar                                                                                   |
| 1979-80 (32ª) | ?     | Marakana, Belgrado | Dinamo Zagabria (6º titolo)  | Stella Rossa      | 24.05.1980          | 1 – 1           | Filipović (SR); Dumbović (DZ)                      |                                                                                            |
| 1980-81 (33ª) | ?     |                    | Velež Mostar (1º titolo)     | Željezničar       | Marakana, Belgrado  | 24.05.1981      | 3 – 2                                              | 2 Halilhodžić, Okuka (V) 2 Baždarević (Ž)                                                  |
| 1981-82 (34ª) | ?     |                    | Stella Rossa (10º titolo)    | Dinamo Zagabria   | Maksimir, Zagabria  | 16.05.1982      | 2 – 2                                              | Mustedanagić, Cerin (DZ); Šestić, Petrović (SR)                                            |
| 1981-82 (34ª) | ?     | Marakana, Belgrado | Stella Rossa (10º titolo)    | Dinamo Zagabria   | 23.05.1982          | 4 – 2           | 2 Savić, Đorđić, Šestić (SR); Kranjčar, Cerin (DZ) |                                                                                            |
| 1982-83 (35ª) | ?     |                    | Dinamo Zagabria (7º titolo)  | Sarajevo          | Marakana, Belgrado  | 24.05.1983      | 3 – 2                                              | 2 Kranjčar, Cerin (D) Musemić, Kapetanović (S)                                             |
| 1983-84 (36ª) | ?     |                    | Hajduk Spalato (7º titolo)   | Stella Rossa      | Poljud, Spalato     | 09.05.1984      | 2 – 1                                              | Slišković, Vulić (H); Mrkela (SR)                                                          |
| 1983-84 (36ª) | ?     | Marakana, Belgrado | Hajduk Spalato (7º titolo)   | Stella Rossa      | 24.05.1984          | 0 – 0           |                                                    |                                                                                            |
| 1984-85 (37ª) | 5874  |                    | Stella Rossa (11º titolo)    | Dinamo Zagabria   | Maksimir, Zagabria  | 09.05.1985      | 2 – 1                                              | Cvjetković (DZ); Halilović, Đurovski (SR)                                                  |
| 1984-85 (37ª) | 5874  | Marakana, Belgrado | Stella Rossa (11º titolo)    | Dinamo Zagabria   | 24.05.1985          | 1 – 1           | Halilović (SR); Cerin (DZ)                         |                                                                                            |
| 1985-86 (38ª) | ?     |                    | Velež Mostar (2º titolo)     | Dinamo Zagabria   | JNA, Belgrado       | 14.05.1986      | 3 – 1                                              | 2 Bijedić, Jurić (VM); Mlinarić (DZ)                                                       |
| 1986-87 (39ª) | ?     |                    | Hajduk Spalato (8º titolo)   | Rijeka            | JNA, Belgrado       | 09.05.1987      | 1 – 1 (9-8 dtr)                                    | Asanović (H); Radmanović (R)                                                               |
| 1987-88 (40ª) | ?     |                    | Borac Banja Luka (1º titolo) | Stella Rossa      | JNA, Belgrado       | 11.05.1988      | 1 – 0                                              | Lupić                                                                                      |
| 1988-89 (41ª) | 5523  |                    | Partizan (5º titolo)         | Velež Mostar      | JNA, Belgrado       | 10.05.1989      | 6 – 1                                              | 2 Vučićević, Milojević, Vokrri, Vermezović, Batrović (P) Repak (V)                         |
| 1989-90 (42ª) | 5378  |                    | Stella Rossa (12º titolo)    | Hajduk Spalato    | JNA, Belgrado       | 19.05.1990      | 1 – 0                                              | Pančev                                                                                     |
| 1990-91 (43ª) | ?     |                    | Hajduk Spalato (9º titolo)   | Stella Rossa      | JNA, Belgrado       | 08.05.1991      | 1 – 0                                              | Bokšić                                                                                     |
| 1991-92 (44ª) | ?     |                    | Partizan (6º titolo)         | Stella Rossa      | Marakana, Belgrado  | 14.05.1992      | 1 – 0                                              | Vujačić                                                                                    |
| 1991-92 (44ª) | ?     | JNA, Belgrado      | Partizan (6º titolo)         | Stella Rossa      | 21.05.1992          | 2 – 2           | Mijatović, Jokanović (SR); Mihajlović, Pančev (P)  |                                                                                            |

## Statistiche

### Edizioni vinte e perse per squadra
| Squadra           | Provenienza     | Vincitori | Finalisti | Totale finali |
| ----------------- | --------------- | --------- | --------- | ------------- |
| Stella Rossa      | Serbia Centrale | 12        | 8         | 20            |
| Hajduk Spalato    | Croazia         | 9         | 5         | 14            |
| Dinamo Zagabria   | Croazia         | 7         | 8         | 15            |
| Partizan          | Serbia Centrale | 6         | 4         | 10            |
| OFK Belgrado      | Serbia Centrale | 4         | –         | 4             |
| Velež Mostar      | Erzegovina      | 2         | 2         | 4             |
| Rijeka            | Croazia         | 2         | 1         | 3             |
| Borac Banja Luka  | Bosnia          | 1         | 1         | 2             |
| Vardar            | Macedonia       | 1         | –         | 1             |
| Sarajevo          | Bosnia          | –         | 2         | 2             |
| Budućnost         | Montenegro      | –         | 2         | 2             |
| Naša krila        | Serbia Centrale | –         | 2         | 2             |
| Željezničar       | Bosnia          | –         | 1         | 1             |
| FK Trepča         | Kosovo          | –         | 1         | 1             |
| Sloboda Tuzla     | Bosnia          | –         | 1         | 1             |
| Olimpia Lubiana   | Slovenia        | –         | 1         | 1             |
| Bor               | Serbia Centrale | –         | 1         | 1             |
| Spartak Subotica  | Voivodina       | –         | 1         | 1             |
| Varteks Varaždin  | Croazia         | –         | 1         | 1             |
| Radnički Belgrado | Serbia Centrale | –         | 1         | 1             |
| Vojvodina         | Voivodina       | –         | 1         | 1             |

### Vittorie per città
| Città      | Titoli | Squadre vincenti                             |
| ---------- | ------ | -------------------------------------------- |
| Belgrado   | 22     | Stella Rossa (12), Partizan (6), BSK/OFK (4) |
| Spalato    | 9      | Hajduk (9)                                   |
| Zagabria   | 7      | Dinamo (7)                                   |
| Mostar     | 2      | Velež (2)                                    |
| Fiume      | 2      | Rijeka (2)                                   |
| Banja Luka | 1      | Borac (1)                                    |
| Skopje     | 1      | Vardar (1)                                   |

### Vittorie per repubbliche
| Regione                                       | Titoli | Squadre vincenti                                    |
| --------------------------------------------- | ------ | --------------------------------------------------- |
| Repubblica Socialista di Serbia               | 22     | Stella Rossa (12), Partizan (6), OFK Belgrado (4)   |
| Repubblica Socialista di Croazia              | 18     | Hajduk Spalato (9), Dinamo Zagabria (7), Rijeka (2) |
| Repubblica Socialista di Bosnia ed Erzegovina | 3      | Velež Mostar (2), Borac Banja Luka (1)              |
| Repubblica Socialista di Macedonia            | 1      | Vardar (1)                                          |